# Battaglia di Kleidion
La battaglia di Kleidion (in greco Μάχη του Κλειδίου?, Màchi tu Klidìu, anche detta anche battaglia di Clidium o battaglia di Ključ) (in bulgaro Битка при Ключ?, Bitka pri Ključ) fu combattuta il 29 luglio 1014, fra bizantini e bulgari, lo scontro fu vinto dai bizantini, e i bulgari sconfitti.

## Origini del conflitto
Oramai erano decenni che i bizantini ed i bulgari erano in guerra tra loro, Basilio II Bulgaroctono aveva tentato più volte di schiacciare l'Impero bulgaro, ma senza risultati, anzi con molte sconfitte anche pesanti. La più grande fase della guerra tra questi due popoli incominciò nel 1002, poiché l'Imperatore bulgaro Samuele di Bulgaria stava tentando di espandere il suo Impero nel territorio bizantino della Grecia. Samuele aveva isolato con successo il sud della Grecia, Atene compresa. Il Basileus bizantino, Basilio II voleva arrestare questa espansione e riconquistare il territorio che i bulgari avevano strappato ai bizantini in quel momento e anche nei secoli precedenti. Ogni anno, Basilio II marciava sull'Impero bulgaro per saccheggiare il loro territorio, e in questo modo nel 1005 egli si era riappropriato della Tessaglia, della Macedonia e della Grecia e si era alleato coi serbi, contro il reciproco nemico, ossia i bulgari.

## La battaglia
Dopo tutte queste sconfitte Basilio II bramava vendetta, e nel 1014 affrontò l'intero esercito bulgaro nella battaglia Kleidion, cosa che per cause di forza maggiore non aveva potuto fare durante i dodici anni precedenti. Samuele aveva fatto costruire dei fossati lungo la frontiera bizantina ed aveva fortificato molte delle valli e dei passaggi con mura e torri, particolarmente il passaggio di Kleidion sul fiume Strimone. Quest'ultima era una posizione molto importante per i bulgari in quanto Basilio II per raggiungere il cuore della Bulgaria avrebbe per forza dovuto forzare quella zona. Mentre Basilio II conduceva le sue truppe verso Kleidion, fu attaccato frequentemente da  piccole forze di cavalleria bulgara, le quali vennero sconfitte perché Basilio II ordinò la separazione in due delle truppe bizantine, il grosso dell'esercito  sotto il suo comando, mentre il resto andava sotto il comando di Teofilatto Botaniate, lo stratego di Tessalonica.

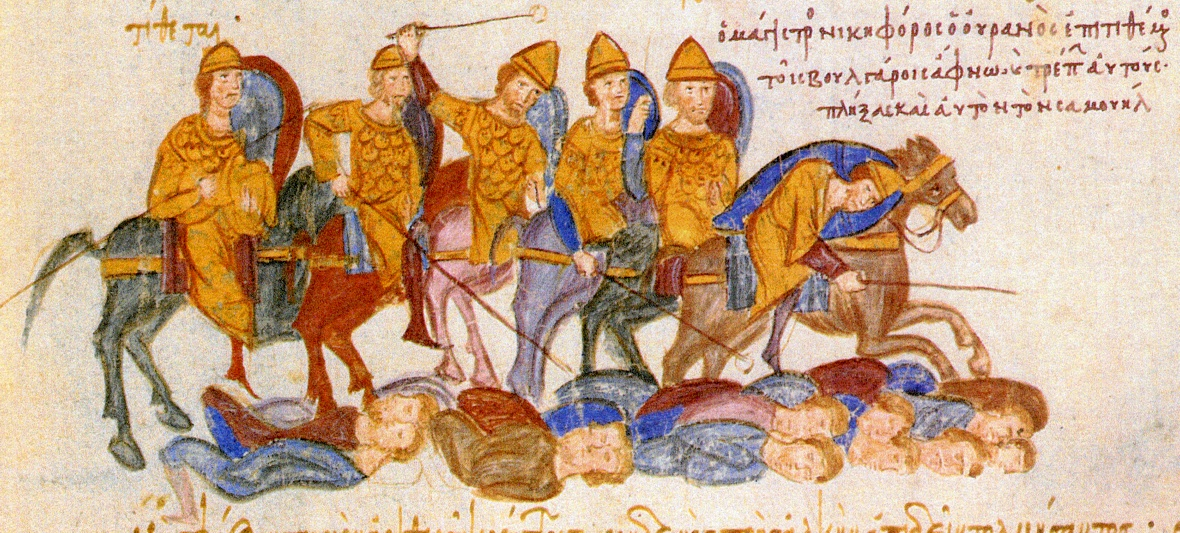
La cavalleria bizantina che abbatte la fanteria bulgara, dalle cronache di Giovanni Skylitzes.

Basilio II a Kleidion distrusse le fortificazioni bulgare, ma non poteva passare attraverso la valle, che era difesa da circa 20 000 bulgari. Niceforo Xiphias che era strategos di Filippopoli, prese le sue forze, e le radunò intorno al monte Belasitsa e così facendo circondò i bulgari da dietro, intrappolandoli a valle. I bulgari abbandonarono le loro torri per affrontare questa nuova minaccia e così nel frattempo Basilio II poteva attraversare la vallata. Nella confusione, migliaia di bulgari furono uccisi; secondo lo storico bizantino Giovanni Skylitzes, Samuele era presente alla battaglia e fuggì soltanto con l'aiuto del cavallo di suo figlio.

## La sorte dei prigionieri
Teofilatto Botaniate fu catturato e poi ucciso dalla cavalleria bulgara dopo che la parte più cruciale della battaglia si era conclusa. Giovanni Skylitzes registra che Basilio II diresse personalmente l'esercito bizantino contro i bulgari, catturando 14 000 bulgari. Il basileus allora fece dividere in gruppi di cento uomini tutti i prigionieri bulgari; novantanove a gruppo vennero accecati, mentre il centesimo venne orbato solo  all'occhio sinistro, in modo che potesse condurre i compagni alle loro case, in Bulgaria. Giovanni Skylitzes ci racconta, inoltre, che lo zar Samuele morì il 31 luglio  di attacco al cuore, quando vide i suoi soldati tornare in patria così mutilati.  Oltre questa versione, ve n'é un'altra che dice che Samuele si sarebbe suicidato il 6 ottobre.

## Conseguenze della battaglia di Kleidion
Per questa vittoria, e per ciò che Basilio II fece ai 14 000 bulgari, egli nella storia sarà ricordato con il soprannome Bulgaroctono, "lo sterminatore di Bulgari". Nonostante l'armata bulgara fosse stata distrutta, i bulgari sotto i successori dell'Imperatore Samuele, riuscirono a ricomporre un esercito, poiché Basilio II non penetrò immediatamente in Bulgaria. La guerra tra bizantini e bulgari durò ancora quattro anni, finché il risultato fu la sconfitta della Bulgaria, che fu sancita nel 1018. L'ultimo esercito bulgaro fu sconfitto nel 1018 a Durazzo e da allora la Bulgaria tornò ad essere una provincia dell'Impero bizantino, fino alla rivolta condotta con successo dai fratelli Asen nel 1185.